# Boronkay család
A Boronkay család a Somogy vármegyei Boronkáról vette nevét, majd Abaúj, Bars, Hont, Veszprém, Komárom és Fejér vármegyékbe származtak el. A család tagjai több vármegyében láttak el hivatalokat, illetve a Verebélyi érseki nemesi szék nádorai is voltak.

## A család története
Első ismert őse Pál, aki állítólag 1476-ban Boronka helységet kapta adományul. A török uralom alatt a család egy része Felvidékre húzódott.
Bars és Nyitra vármegyében már 1524 előtt birtokos lehetett Boronkay Deák János. A 17. század első felében tűnik fel Boronkay László, aki több birtokot (például Duboványt, Steruszt) szerzett zálog és vétel útján. Boronkay István, Dvornikovics Andrással Nezsétén kapott adományt 1662. november 1-én. 1725-ben átírással és Zemplén vármegye joghatározatával Boronkay Mihály, 1790-ben pedig Boronkay Zsigmond kapott adományt címerekkel együtt.
Boronkay Ferenc visszatelepedett Somogy vármegyébe, 1732-ben elvette Fekete János özvegyét és örökösét, Niczky Juliát, akivel Somogyszilen lesz részbirtokos. Gyermekeik: György, 1767–1774-ig a vármegye főügyésze, akinek nagy érdemei voltak az úrbéri ügyek rendezése körül, Pál és József. Boronkay György Adamovics Annával kapta Kutast.
Boronkay Pál, a főjegyző testvére, Fejér vármegyébe Ráckeresztúrra költözött és 1791. május 24-én nemesi bizonyítványt kapott.
1915-ös végrendeletében Boronkay László lánya Boronkay Mária Ágota (1880–1971) nővér (valószínűleg vele halt ki a család ezen ága) a vajki, dicskei és mártonfalvi, illetve a derzsenyei és disznósi birtokait, valamint egyéb javait vér szerinti utódja nem lévén, nagyrészt jótékony célokra ajánlotta. 1916-ban végrendeletét leadta egy közjegyzőnek, de azt 1924-ben visszakérte.

## Címerek és pecsétek

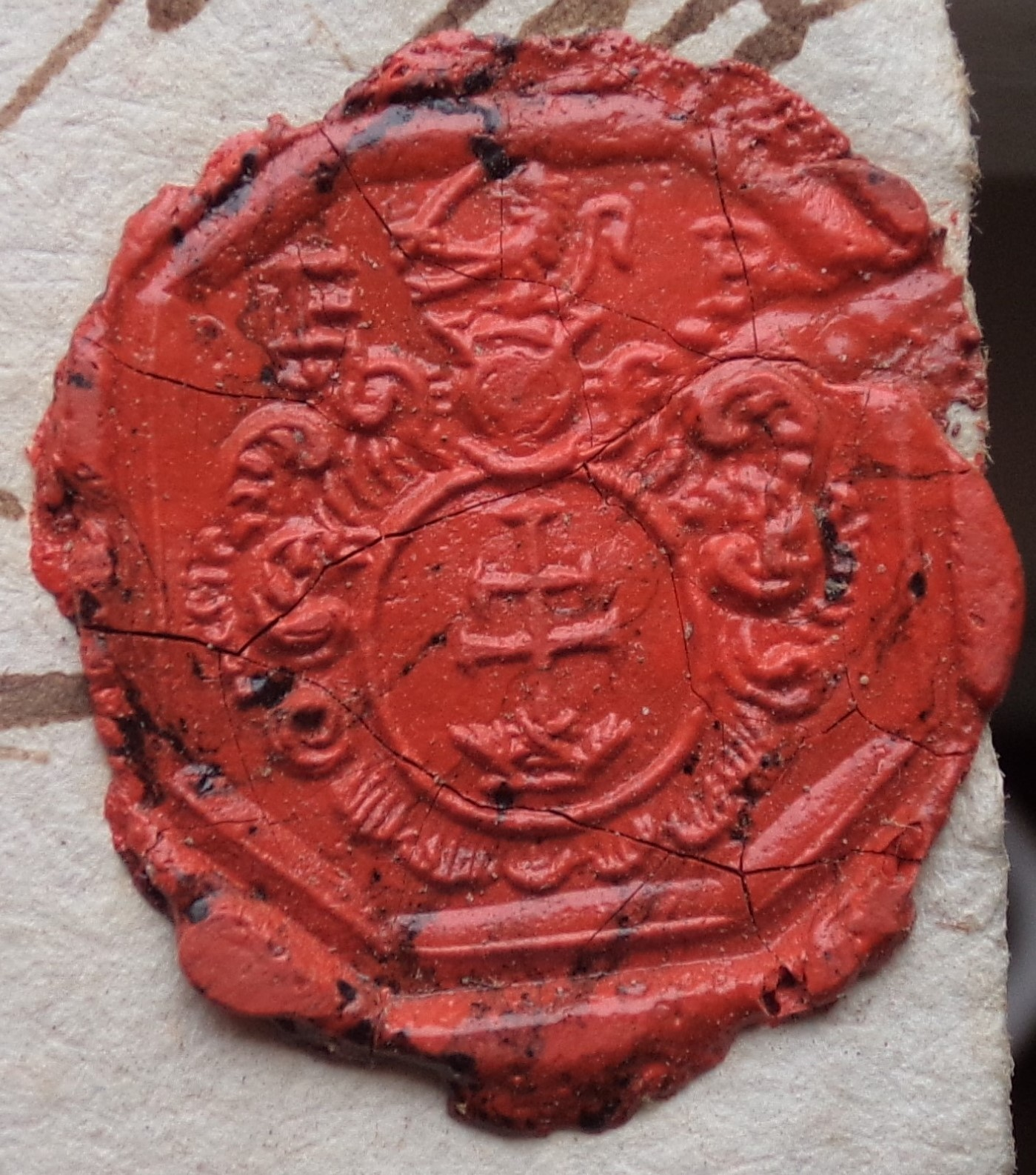
Boronkay Imre táblabíró pecsétje 1771-ből
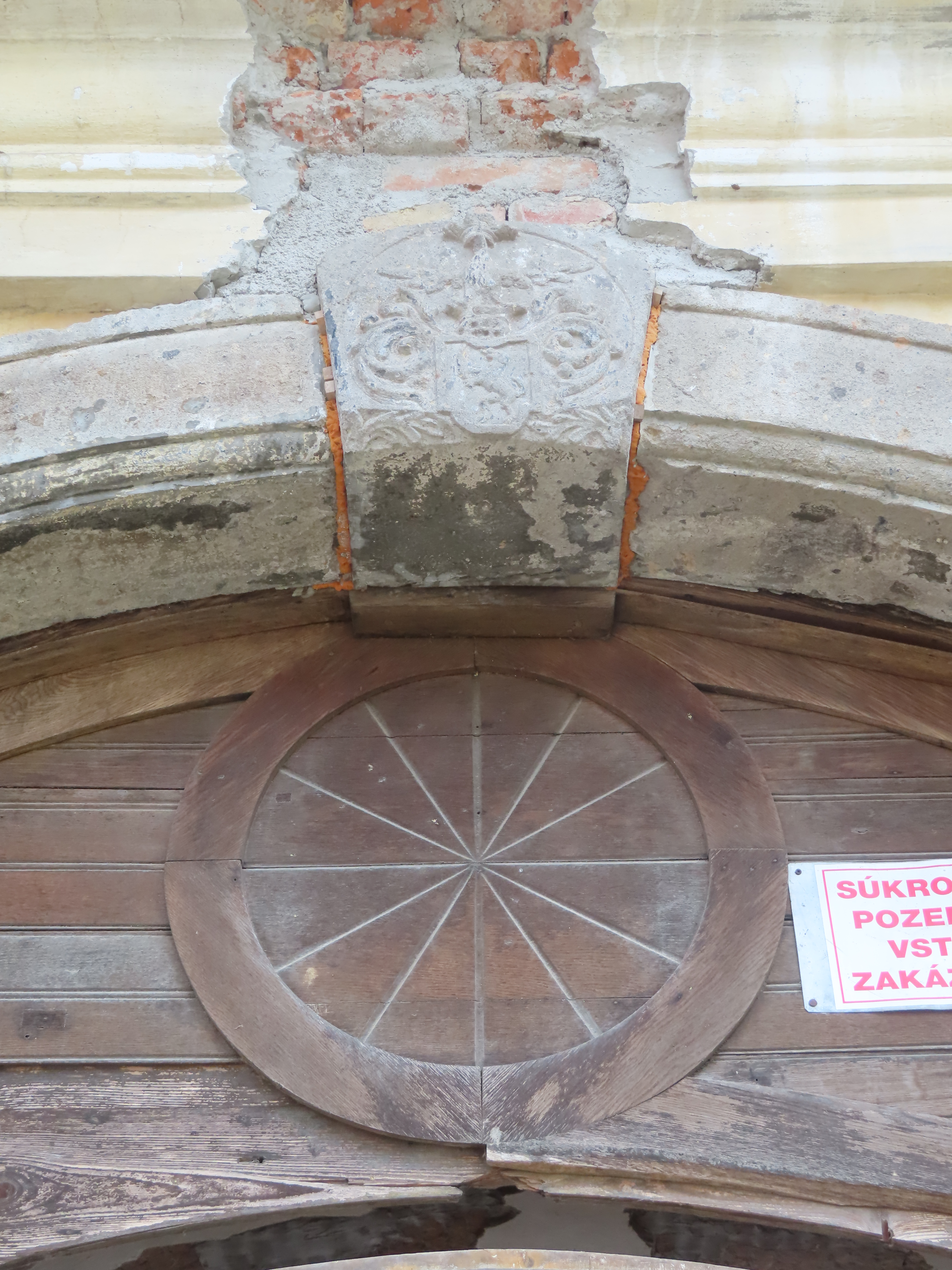
A vajki kúria bejáratának címere

A család címere többszörös változáson ment át. Boronkay Ferenc pecsétein a pajzs dombján nyugvó koronára támaszkodó keresztes zászlót tartó, jobbra nyúló kart használ, sisakdíszül a pajzsbeli karral. Boronkay György főjegyző pecsétein a címer: kék pajzsban zöld dombon arany koronára könyöklő, jobbról hatágú arany csillagtól, balról ezüst félholdtól kísért jobbra nyúló páncéloskar három ezüst nyilat tart. Sisakdísz: a koronán nyugvó pajzsbeli kar. Takaró: kék-arany, vörös-ezüst. Időnként eltérő címert használt Boronkay József országgyűlési követ: kék pajzsban lebegő arany koronán hármas patriárkakereszt. Sisakdísz: a koronából kinövő, jobbjával görbe kardot tartó jobbra fordult arany oroszlán. Takaró: kék-arany, vörös-ezüst.

## Nevesebb családtagok
- Boronkai Deák János, Bars vármegye jegyzője 1548 körül[4], illetve 1526-1560 között[5]
- Boronkay István, a magyar gyalogság egy részének vajdája (1643)
- Boronkay István, Zemplén vármegye alispánja (1702)
- Boronkay József, Somogy vármegye követe (1790–1797 és 1802)
- Boronkay István (1790–1807), Bars vármegye követe, 1810-ben első alispán, utóbb főispáni helytartó és Zólyom vármegye főispánja (1825). 1810–1831 között a verebélyi szék nádora.
- fia Boronkay János (1784–1844) királyi táblai ülnök, Bars vármegye főispánja (1825), 1820–1840 között a verebélyi szék nádora.[6]
- Boronkay Imre, királyi tanácsos, aranysarkantyus vitéz (1810)
- Boronkay Imre, Nyitra vármegye főadószedője († 1822)
- Boronkay Imre, Verebélyi széki táblabíró (1831)[7]
- Boronkay Lajos Nyitra vármegye főbírája[8]
- fia Boronkay Lajos Hont vármegye főjegyzője, 1848-ban kormánybiztos
- Boronkay Albert, 1848-ban kormánybiztos

## Kastélyaik

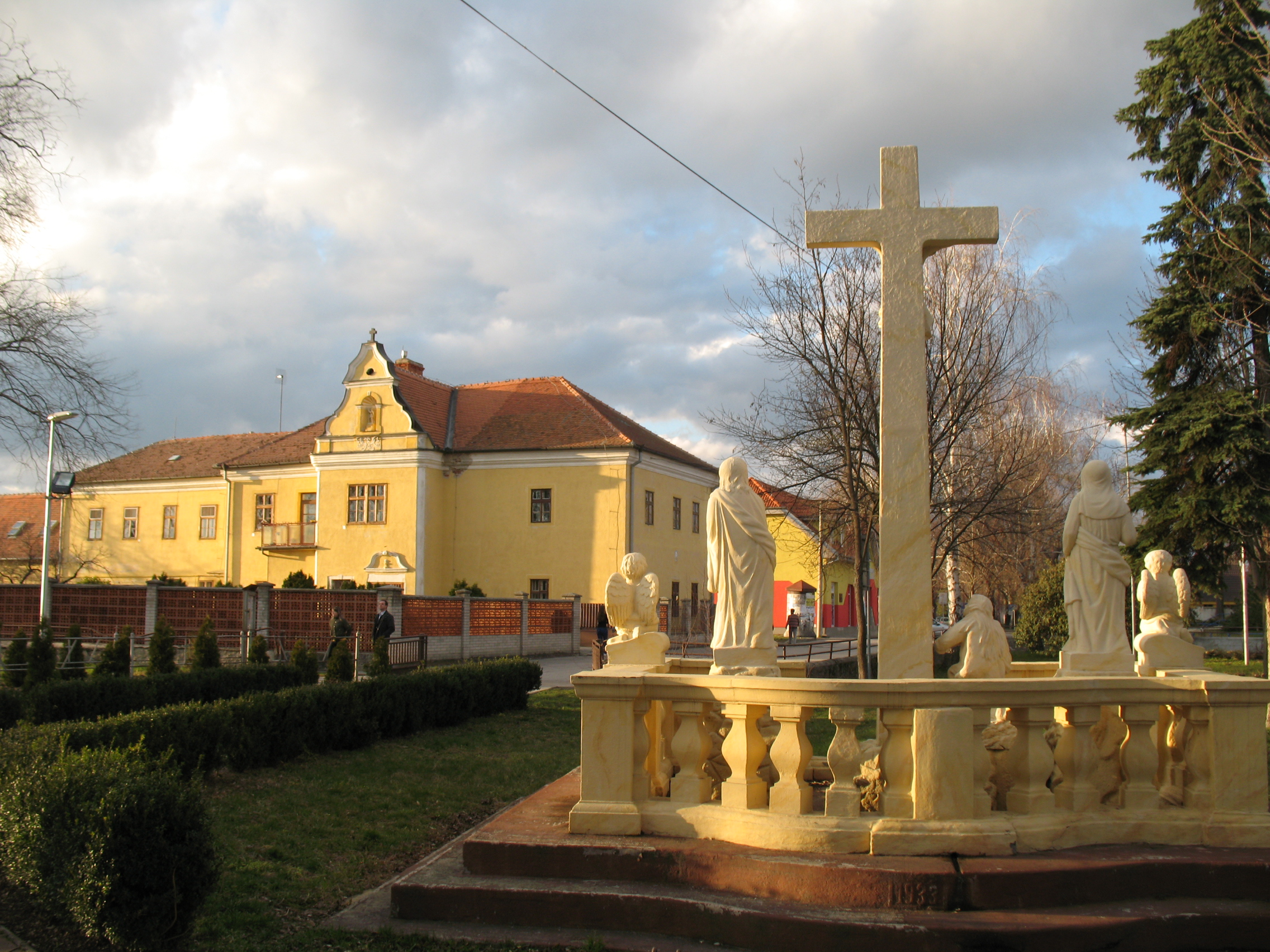
Verebély plébánia
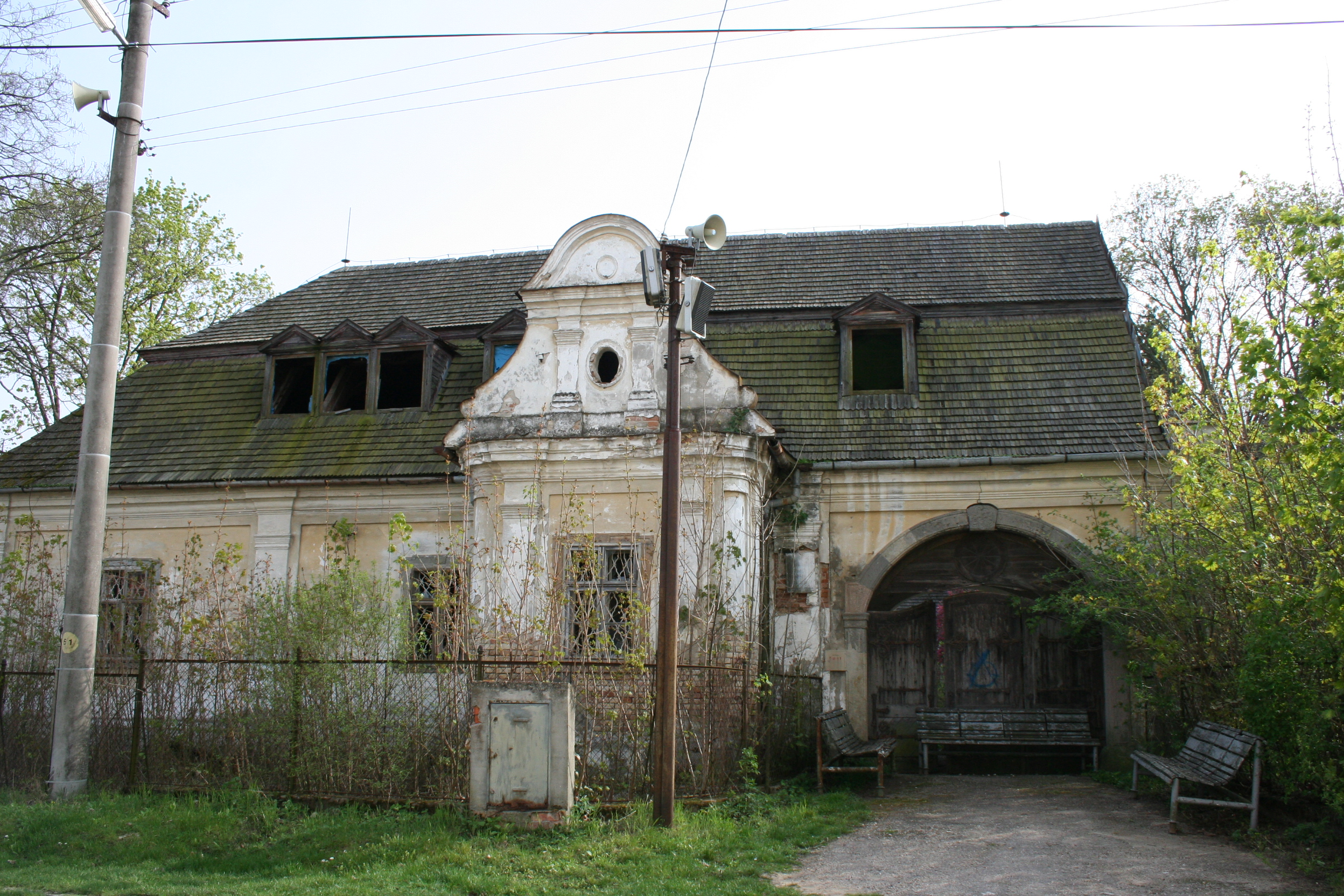
Vajk
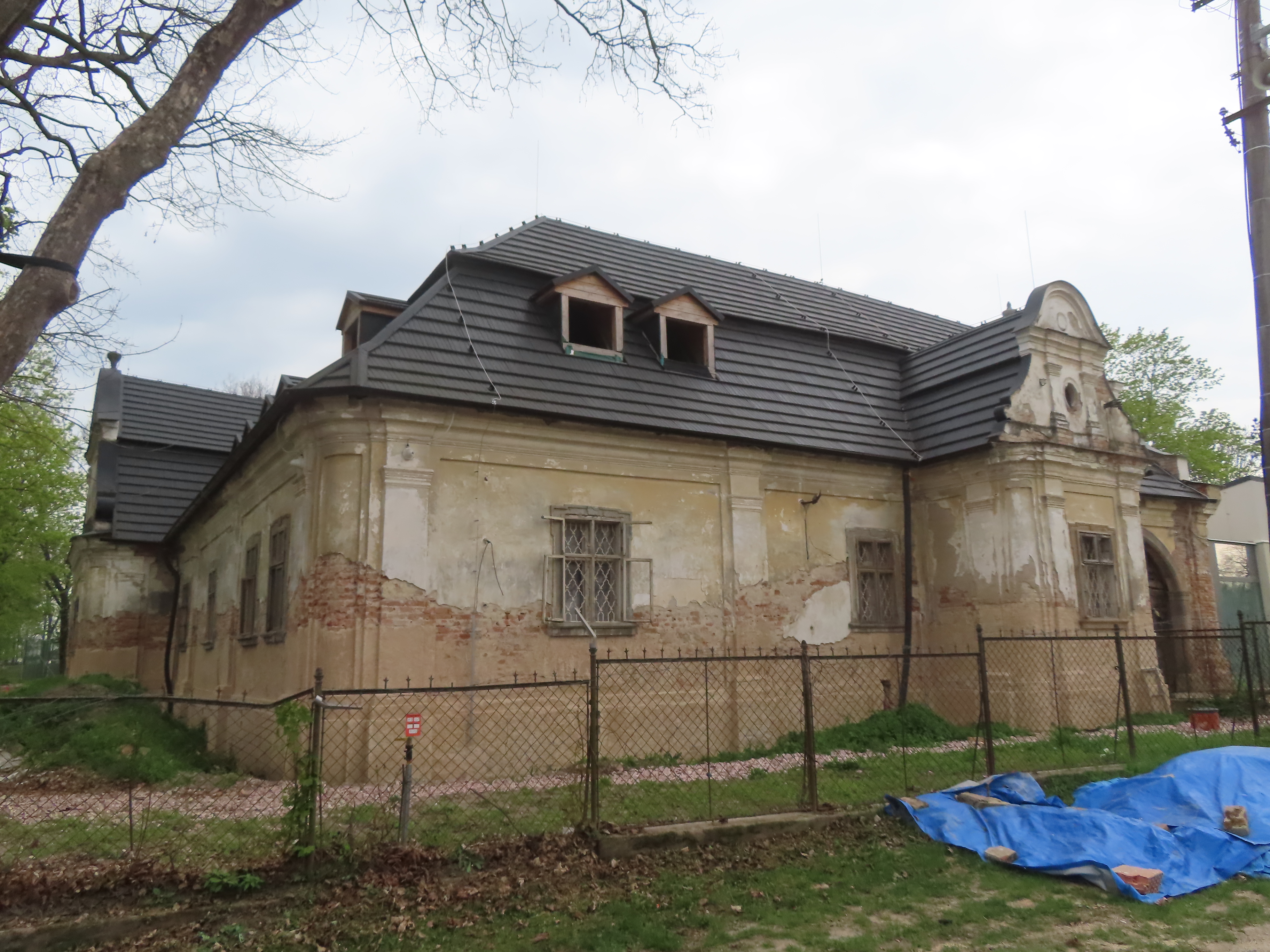

- 1765-ben épített eredetileg Vass-kúria, melyet 1833-ban Boronkay László (?) vásárolt meg, majd Scitovszky János érsek plébánia céljára Verebélyen[9]
- 18. századi (Vass) nemesi kúria Vajkon.[10] A család 1833-ban vásárolta. A temetőben kripta.